# Johann Anton von Zehmen
Johann Anton von Zehmen (né le 27 novembre 1715, mort le 23 juin 1790) est prince-évêque d'Eichstätt de 1781 à sa mort.

## Biographie
Johann Anton vient de la maison de Zehmen, dont le siège se trouve dans le village du même nom dans l'Électorat de Saxe. Il rajoutera le symbole de la crosse de l'évêque au blason familial pour former son blason personnel.
Après l'élection, Johann Anton von Zehmen est considéré comme un candidat de compromis ou de transition en raison de sa vieillesse et de sa fragilité. Johann Anton von Zehmen mènera pourtant une réforme éclairée dans la principauté épiscopale d'Eichstätt : réduction de la dette nationale, amélioration de l'administration, l'industrie et l'agriculture plus efficaces, réforme du système social et du système scolaire, création d'une assurance incendie.